# 鄄城县
鄄城县是中华人民共和国山东省菏泽市所辖的一个县，位于山东省西南部，南邻牡丹区，东接郓城，西、北两面跨黄河与中原油田和河南省濮阳市毗邻。总面积 1401 平方公里，是古代著名军事家孙膑的墓葬处。经济欠发展，但民风淳朴。
鄄城在春秋時期為衞國鄄邑，西漢初置縣，是民政部命名的“千年古縣”，是戰國時代軍事家、思想家、一代兵師孫臏的故里。縣境內既有堯帝陵、舜耕歷山遺址、雷澤湖、孫臏墓、陳王讀書枱、蘇御史牌坊等歷史人文景觀。縣人民政府駐陈王街道。

## 历史沿革
齐国时为鄄邑，秦朝改称鄄城，西汉设鄄城县，属济阴郡。三国时期，成为兖州治所。曹操嫡三子曹植曾在此地就藩，为鄄城侯。隋以后一直属于濮州。
- 1992年1月24日，将梁堂乡的万全庄、大赵庄、李楼、南庄、罗吴庄、魏庄、东赵庄、樊庄、东张庄、富春乡的苏屯、南宋庄、凤凰乡的孙店共12个行政区划归鄄城镇管辖。
- 1993年11月16日，撤销阎什口乡，设立阎什镇，其行政区域和人民政府驻地不变。
- 1994年12月29日，撤销什集乡，设立什集镇。
- 1996年12月29日，撤销箕山乡，设立箕山镇（鲁政函民字[1996]67号）。
- 2000年3月15日，撤销李进士堂乡，设立李进士堂镇，其行政区域和人民政府驻地不变（鲁政函民字[2000]27号）。
- 2000年，鄄城县辖7个镇、18个乡。总人口715684人，各乡镇人口： 鄄城镇 64986 旧城镇 34389 红船镇 31601 阎什镇 28901 什集镇 34215 箕山镇 31553 李进士堂镇 21036 凤凰乡 36339 宋楼乡 16883 陈良乡 13746 左营乡 30627 大埝乡 29597 梁堂乡 25196 葛庄乡 23057 董口乡 30249 西双庙乡 24610 临濮乡 33Z25 梁屯乡 23412 富春乡 31672 麻寨乡 26647 鲁王仓乡 20280 彭楼乡 26834 张志门乡 19370 引马乡 28367 郑营乡 28892 （根据第五次人口普查数据；单位：人）
- 2002年7月，省政府批复同意：鄄城县撤销临濮乡，设立临濮镇；撤销彭楼乡，设立彭楼镇。以上2乡撤乡设镇后，其行政区域和人民政府驻地不变。
- 截至2002年12月31日，鄄城县辖10个镇、6个乡。

## 行政区划
鄄城县下辖2个街道办事处、15个镇：
陈王街道、古泉街道、什集镇、红船镇、旧城镇、阎什镇、箕山镇、李进士堂镇、董口镇、临濮镇、彭楼镇、凤凰镇、郑营镇、大埝镇、引马镇、左营镇和富春镇。

## 人口
根据第七次全国人口普查结果，现将2020年11月1日零时，全县常住人口为747972人。与2010年第六次全国人口普查的721898人相比，十年共增加26074人，增长3.61%，年平均增长率为0.36%。

## 交通
- 240国道过境。

## 历史名人
- 吴隐之，曹子建，李雪健，李建国，孙膑，尧帝 ，王丹，梁新潮，杨鑫

## 教育
高中
- 鄄城县第一中学
- 鄄城县第二中学
- 鄄城县第三中学
- 鄄城县实验中学
- 鄄城县立人中学
- 鄄城县培文高级实验学校

初中
- 鄄城县第一中学
- 鄄城县第十二中学
- 鄄城县实验中学
- 鄄城县郑营中学
- 鄄城县临濮中学
- 鄄城县箕山中学

等众多的初级乡镇中学
小学
- 鄄城县实验小学
- 鄄城县第三小学
- 鄄城县第一小学
- 鄄城县南城小学
- 鄄城县第四小学

等众多的乡镇小学

## 产业结构

### 第一产业
鄄城县农业比较发达，其中林业、畜牧业、种植业较为突出。
近年来，传统农业受工业发展冲击较为严重，多有农田被工业用地所占现象发生。 
对传统农业的另一个冲击来自地方政府很难抑制的房地产开发冲动，以“新农村建设”为政策基础，占用农业耕地建设小产权房。

### 第二产业
鄄城县目前第二产业较为落后，正在逐步发展中，目前第二产业以纺织业、化工业、汽车零件制造、食品加工为主。

### 第三产业
鄄城旅游资源丰富，比较著名的有孙膑旅游城，陈王读书台，刘邓大军渡黄河遗址等，目前旅游业发展比较滞后，有待进一步开发

## 特色产业
- 人制造

## 旅游资源
- 孙膑旅游城和孙膑故里：

孙膑旅游城位于鄄城县城东北部孙老家，占地65公顷，总体布局由佛教文化区、孙膑纪念设施区和园林旅游区组成。孙膑故里重点突出孙膑兵法、孙膑世家、孙膑军事思想与现代科学技术三大主题，占地20公顷。

## 名人
Category: 鄄城人